# Augustin Calmet
Pour les articles homonymes, voir Calmet.
Augustin Calmet, connu sous le nom de Dom Calmet, né le 26 février 1672 à Ménil-la-Horgne et mort le 25 octobre 1757 à Senones, est un exégète et érudit lorrain, bénédictin de la congrégation de Saint-Vanne et Saint-Hydulphe.

## Biographie

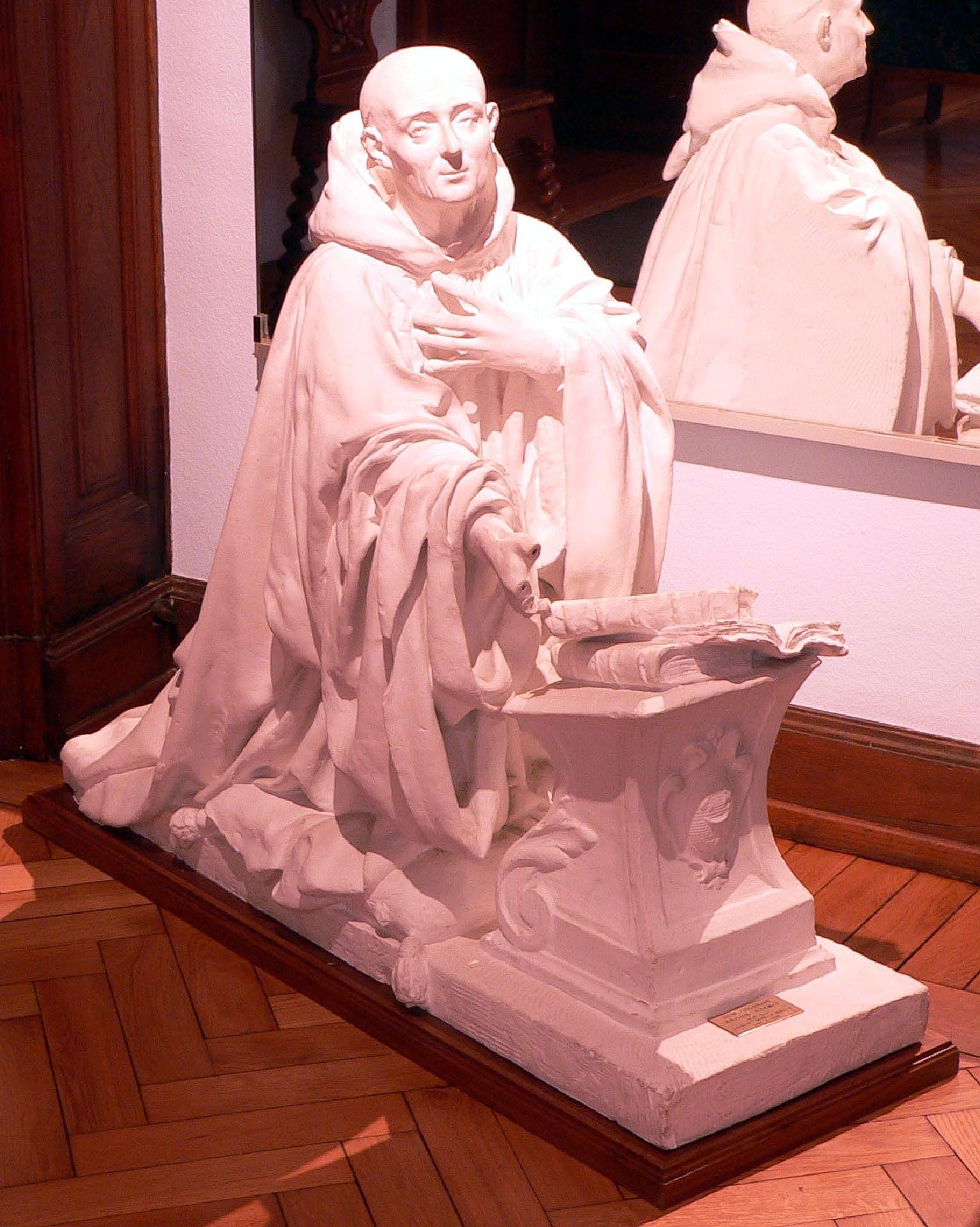
Dom Augustin Calmet.

Augustin Calmet naquit le 25 février 1672 à Ménil-la-Horgne, près de Commercy en Lorraine, au sein d'une famille modeste sous le nom d'Antoine Calmet. Son père était maréchal-ferrant. Comme il est porté vers les études, ses parents le font entrer au prieuré bénédictin de Breuil. Il entre à 15 ans à l'université de Pont-à-Mousson et suit les cours de rhétorique du père jésuite Ignace L'Aubrussel (qui deviendra le confesseur de la reine d'Espagne). À la fin de ces études, il entra chez les bénédictins de la congrégation de Saint-Vanne et Saint-Hydulphe. Son noviciat se fit à l’abbaye Saint-Mansuy de Toul où il prononça ses vœux le 23 octobre 1689. Il fut envoyé ensuite suivre les cours de philosophie à l’abbaye Saint-Èvre de Toul et ceux de théologie à l’abbaye de Munster.
Il est ordonné prêtre le 1er mars 1696 à Arlesheim, près de Bâle, et dit sa première messe à l'abbaye de Munster le 24 avril 1696.
Il fut chargé d'expliquer les Saintes Écritures dans l’abbaye de Moyenmoutier et à Munster (1704), fut nommé prieur à Lay-Saint-Christophe (1714-1715) puis devint abbé de Saint-Léopold de Nancy (1718). Il parcourut les divers monastères de son ordre, dévorant les bibliothèques et rédigeant de nombreuses compilations historiques. En 1728, Dom Calmet fut appelé comme abbé de Senones, la capitale de la principauté de Salm. C'est dans la grande abbaye vosgienne qu'il travailla et vécut la dernière partie de son existence, entretenant une correspondance avec de nombreux savants. Il y mourut le 25 octobre 1757.
En 1746, il écrit le Traité sur les apparitions des esprits et sur les vampires, dans lequel il conclut résolument au caractère fictif de ces créatures, issues des légendes d'Europe de l'Est. Voltaire, qui caricature ou n'a pas bien lu, se moque de Calmet et écrit sarcastiquement, à l'entrée « vampire » de son Dictionnaire philosophique:

« Quoi ! C'est dans notre XVIIIe siècle qu'il y a eu des vampires ! C'est après le règne des Locke, des Shaftesbury, des Trenchard, des Collins ; c'est sous le règne des d'Alembert, des Diderot, des Saint-Lambert, des Duclos qu'on a cru aux vampires, et que le RPD Augustin Calmet, prêtre, bénédictin de la congrégation de Saint-Vannes et de Saint-Hydulphe, abbé de Senones, abbaye de cent mille livres de rente, voisine de deux autres abbayes du même revenu, a imprimé et réimprimé l'Histoire des Vampires, avec l'approbation de la Sorbonne, signée Marcilli ! »

Voltaire consulte néanmoins les ouvrages de Calmet, s'appuie de façon fréquente sur sa prodigieuse érudition pour l'élaboration de ses propres écrits, en particulier le Dictionnaire philosophique.
Les commentaires de la Bible écrits par Augustin Calmet insistent sur la continuité entre l'Ancienne et la Nouvelle Alliance : tout en restant fidèle à la théologie de la substitution et à la place centrale qu'y occupe Jésus-Christ, il défend l'idée que l'étude du christianisme est indissociable de celle du judaïsme. Il écrit notamment : « La vraie religion est passée des Hébreux aux chrétiens, sans interruption et sans milieu : et on n’aura jamais une notion bien distincte du christianisme, que l’on n’y joigne la connaissance de l’histoire et de la religion des Juifs. L’ancienne et la nouvelle Alliance, à le bien prendre, n’en font qu’une, dont Jésus-Christ est le milieu, le lieu, et le centre. » Il est également l'auteur d'une dissertation « Sur l’excellence de l’histoire des Hébreux, par-dessus celles des autres nations », plusieurs fois réimprimée.
Calmet meurt le 25 octobre 1757 à Senones.

## Hommages

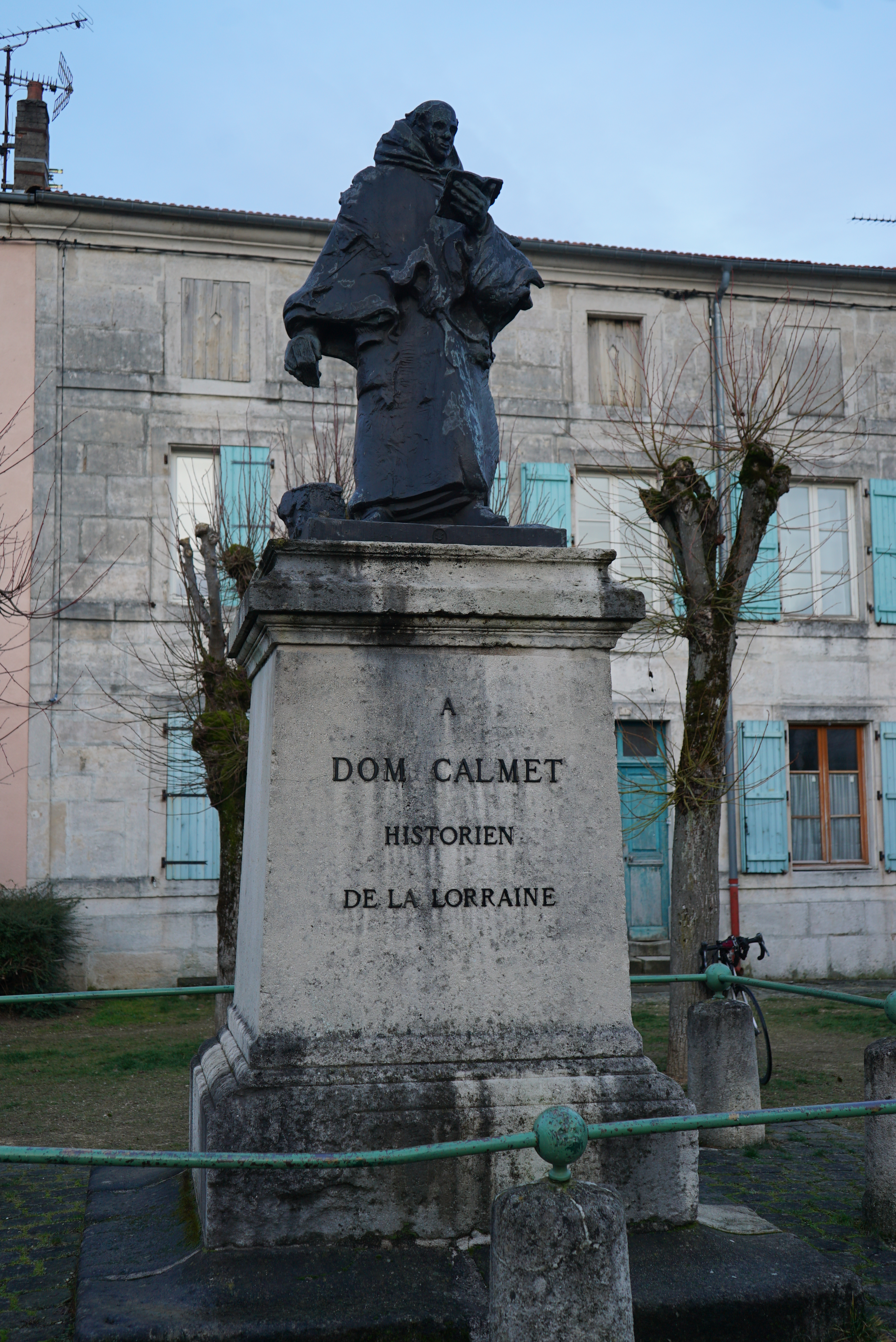
Place Dom-Calmet à Commercy.

Des places portent son nom à Commercy et à Senones, ainsi qu’une rue Dom-Calmet au centre-ville de Nancy depuis 1867. Une rue de Metz dans le quartier du Sablon porte son nom depuis 1934. Une rue d'Épinal porte son nom, depuis le 6 janvier 1953, dans le quartier de la Belle-Étoile.
On trouve aussi une rue Dom-Calmet dédiée à Augustin Calmet dans la commune de Lupcourt (54) au sud de Nancy.
Son monument funéraire est érigé dans l’abbaye Saint-Pierre de Senones et comporte la liste de ses œuvres majeures.

## Publications

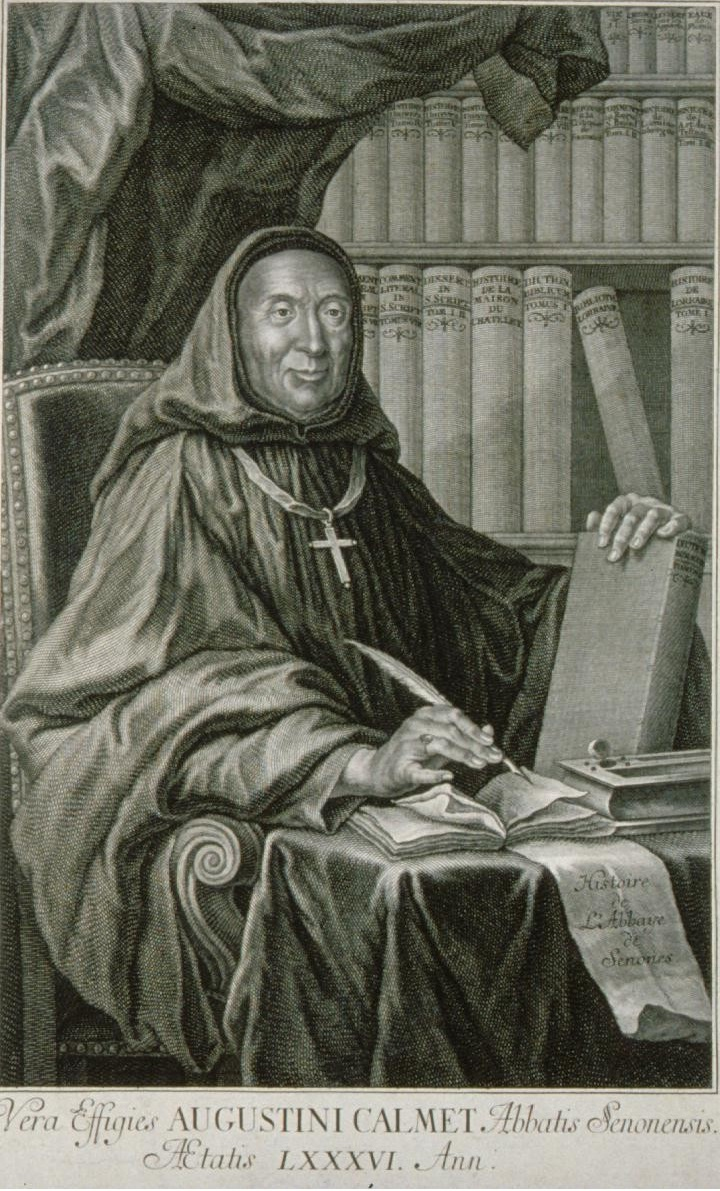
Dom Augustin Calmet, gravure, 1750.

L'œuvre de Dom Augustin Calmet est éclectique et prolifique. Ses principaux ouvrages sont :
- Histoire de Lorraine, Nancy, M. DCC. LVII[8].
- Abrégé de l'histoire de la Lorraine, Nancy, 1734 ;
- La Bible en latin et en français, avec un Commentaire littéral et critique, Paris, 1707-1716, 23 vol. in-4 (le commentaire a été reproduit à part sous le titre de Trésor d'antiquités sacrées et profanes, 9 v., 1722 et ann. suiv.) ;
- Bibliothèque lorraine, ou histoire des hommes illustres qui ont fleuri en Lorraine, Nancy, 1751 ;
- Commentaires sur l’Ancien et le Nouveau Testament, en latin puis en français (26 volumes) (1707-1717) qui reprend, corrige et augmente ceux de Louis de Carrières;
- Dictionnaire historique et critique de la Bible, Paris, 1722-1728, édition définitive en 1730, 2 vol. m-fol. Ces deux ouvrages capitaux ont été plusieurs fois réimprimés, et ont reçu des augmentations considérables (version en ligne) ;
- Dissertation sur les grands chemins de Lorraine, Nancy, 1727 ;
- Dissertations sur les apparitions des anges, des démons et des esprits, et sur les revenants et vampires de Hongrie, de Bohême, de Moravie et de Silésie, Paris : de Bure l'aîné, 1746 ;
- Histoire de l'Ancien et du Nouveau Testament ;
- Histoire de l'abbaye de Munster, chez L. Lorber; J. B. Jung & Cie, Colmar, 1882 (note et préface de Me François Dinago) ; édition revue et augmentée, Éditions Degorce, Munster, septembre 2016.
- Histoire de l'abbaye de Senones, Saint-Dié, (posthume, 1877-1881) ;
- Histoire du prieuré de Lay, Lucien Wiener, 53 rue des Dominicains, Nancy, 1863 (lire en ligne). lire en ligne sur Gallica
- Histoire ecclésiastique et civile de la Lorraine, Nancy, (1728), 3 ou 4 vol. (selon que les preuves sont reliées à part ou en fin de chacun des trois volumes), in-fol. (tomes I, II et III en ligne) ;
- Histoire généalogique de la maison du Châtelet, Nancy, 1741 ;
- Histoire universelle sacrée et profane, Strasbourg, (1735-1747) ;
- Notice de la Lorraine, Nancy, 1756 (lire en ligne), (édition de 1840 : tome 1 & tome 2) ;
- Traité historique des eaux et bains de Plombières, de Luxeuil et de Bains, Nancy, 1748 ;
- Traité sur les apparitions des esprits et sur les vampires ou les revenans de Hongrie, de Moravie, &c. (1746), 2 t., 1751 (lire en ligne)

Le Dictionnaire Bouillet indique au XIXe siècle qu'on ne peut refuser, à Calmet une « érudition immense ; mais son style est lourd, diffus, incorrect, et l'auteur manque souvent de critique et de méthode ». Cet avis est discutable.